# حزب کمونیست ویتنام
حزب کمونیست ویتنام (تلفظ در ویتنامی: دانگ کونگ سان ویت نام) حزب حاکم و تنها حزب قانونی در کشور ویتنام است. این حزب حزبی مارکسیسم-لنینیسم و کمونیست به شمار می‌آید و بخشی از "جبههٔ میهنی ویتنام" است.